# Флавий Василиск
Флавий Василиск (на латински: Flavius Basiliscus; † 476/477) е император на Източната Римска империя от династията на Лъв, който управлява за кратко (9 януари 475 – август 476 г.), когато император Зенон е прогонен от Константинопол вследствие на бунт.
Василиск е брат на императрица Елия Верина, съпруга на император Лъв I (457 – 474 г.). Роднинството му с императора му позволява да преследва военна кариера, която, след малки първоначални успехи, приключва през 468 г., когато той ръководи катастрофалната византийска инвазия във вандалска Африка, една от най-мащабните военни кампании на Късната античност.
Василиск успява да се добере до властта през 475, възползвайки се от непопулярността на император Зенон, „варварският“ приемник на Лъв, и от организирания от Верина заговор, който принуждава Зенон да избяга от Константинопол. Въпреки това, по време на краткото си управление, Василиск отчуждава фундаменталната подкрепа на Църквата и на народа на Константинопол, подпомагайки монофизитската христологична позиция, противно на масово възприетата Халкедонска вяра. Също така неговата политика на подсигуряване на властта му чрез назначаване на лоялни хора на ключови постове антагонизира много важни фигури в имперския двор, включително сестра му Верина. Така че, когато Зенон се опитва да си възвърне империята, той de facto не среща съпротива, влизайки триумфално в Константинопол и пленявайки и убивайки Василиск и семейството му.
Борбата между Василиск и Зенон попречва на Източната империя да се намеси при падането на Западната Римска империя, което се случва в ранния септември 476 г. Когато вождът на херулите – Одоакър, детронира западния император Ромул Августул, изпращайки имперските регалии в Константинопол, Зенон току-що е възвърнал своя трон и единственото, което му остава, е да назначи Одоакар за dux на Италия, с което се слага край на Западната Римска империя.

## Произход и ранна кариера
Вероятно от балкански произход, Василиск е брат на Елия Верина, съпруга на Лъв I. Има спорове относно това дали Василиск е чичо на вожда на херулите Одоакар. Тази връзка се базира на интерпретирането на един фрагмент от Йоан Антиохийски (209.1), който гласи, че Одоакар и Армат, племенникът на Василиск, са братя. Въпреки това не всички учени приемат тази интерпретация, тъй като изворите не казват нищо за чуждестранен произход на Василиск. Известно е, че Василиск е имал съпруга, Зенона, и поне един син, Марк.
Военната кариера на Василиск започва при Лъв I. Императорът удостоява своя зет с титлата dux, или главнокомандващ, на Тракия. Там Василиск води успешна военна кампания срещу българите през 463. Той става приемник на Рустиций като Magister militum per Thracias (464) и постига няколко успехи срещу готи и хуни (466 или 467).
Василиск се издига в очите на Лъв. Застъпничеството на Верина в полза на нейния брат помага на военната и политическата кариера на Василиск с назначаването му за консул през 465 г. и вероятно за патриций. Въпреки това, на неговото издигане му предстои да претърпи сериозен обрат.

## Катастрофална експедиция срещу вандалите
През 468 Лъв избира Василиск за предводител на известната военна експедиция срещу Картаген. Нападението над Вандалското кралство е едно от най-великите военни начинания, записани в аналите на историята, комбинирана амфибийна операция с над десет хиляди кораба и сто хиляди войници. Целта на операцията е да накаже вандалския крал Гейзерих за Разграбването на Рим, при което бившата столица на Западната Римска империя е завладяна и императрица Лициния Евдоксия (вдовица на император Валентиниан III) и нейните дъщери са отведени като пленнички.
Планът е замислен от източния император Лъв, западния император Антемий и генерал Марцелин, който се радва на независимост в Илирик. На Василиск е заповядано да плава директно до Картаген, докато Марцелин напада и превзема Сардиния, а трета армия, под командването на Ираклий от Едеса, акостира на либийския бряг, източно от Картаген, напредвайки бързо. Явно обединените сили са се събрали в Сицилия, откъдето трите флоти са тръгнали по различно време.
Антични и съвременни историци пресмятат по различен начин броя на корабите и войските, които са били под командването на Василиск, както и разходите по експедицията. И двете са огромни; Никифор Григора говори за сто хиляди кораба, по-надеждният Кедрин казва, че флотата, нападнала Картаген, се състояла от хиляда сто и тринадесет кораба, всеки от тях с по сто души на борда. Най-консервативното пресмятане на разходите по експедицията е 64 000 фунта злато, сума, която превишава годишния приход.
Сардиния и Либия са вече покорени от Марцелин и Ираклий, когато Василиск пуска котва на Promontorium Mercurii, сега Кап Бон, намиращ се срещу Сицилия, на около четиридесет мили от Картаген. Гейзерих моли Василиск да му отпусне пет дни, през които да напише условията си за мир. По време на преговорите Гейзерих събира своите кораби и ненадейно напада римската флота. Вандалите напълнили много плавателни съдове със запалителни материали. През нощта тези брандери били придвижени срещу неохраняваната и нищо неподозираща римска флота. Византийските командири се опитали да спасят някои кораби от унищожение, но тези маневри били блокирани от нападението на други вандалски съдове.
Василиск побягва в разгара на битката. Половината от флотата е изгорена, потопена или пленена, а останалата половина последва бягащия Василиск. Цялата експедиция се проваля. Ираклий се оттегля през пустинята в Триполитания, удържайки тази позиция в продължение на две години, докато не е отзован; Марцелин се оттегля в Сицилия, където е настигнат от Василиск; генералът обаче бива убит, вероятно по подстрекателство на Рицимер, от един от собствените си капитани; а кралят на вандалите изразява своята изненада и удовлетворение, че самите римляни премахват най-големите му антагонисти.
След завръщането си в Константинопол, Василиск се укрива в църквата Света София, за да избегне гнева на народа и отмъщението на императора. Чрез посредничеството на Верина, Василиск се сдобива с имперското опрощение и е наказан само със заточение в Хераклея, Тракия.

## Възкачване на престола
През 471 и 472 Василиск помага на Лъв I да се отърве от германското влияние в своя двор, помагайки при убийството на аланския magister militum Аспар. Смъртта на Аспар става причина за бунт в Тракия, предвождан от тракийския остгот Теодорих Страбон, и Василиск е изпратен да потуши бунта, задача, с която той успешно се справя с помощта на своя племенник Армат. През 474 той получава титлата caput senatus, „пръв сред сенаторите“.
След смъртта на Лъв, Зенон, който е „варварин“ с исаврийски произход, но в същото време зет на Лъв, се възкачва на императорския трон след краткото управление на собствения му син Лъв II (474). „Варварският“ произход на императора поражда сред народа на Константинопол антипатия към Зенон. Освен това силният германски дял сред военните, предвождани от Теодорих Страбон, ненавижда исаврийските офицери, които Лъв I довежда, за да намали зависимостта си от остготите. И накрая, Зенон се отчуждава от своя исаврийски военачалник Ил, който бива подкупен от Василиск. В основата на заговора стои Верина, която подбужда народен бунт срещу императора. Въстанието, подкрепено от Теодорих Страбон, Ил и Армат, е успешно и Верина убеждава императора да напусне града. Зенон побягва към родните си земи, взимайки със себе си част от исаврите, живеещи в Константинопол, както и имперската хазна. Тогава Василиск е провъзгласен за август на 9 януари 475 в палата Хебдомон от дворцовите министри и сената. Градската тълпа си отмъщава на Зенон, убивайки почти всички от останалите в града исаври.
Отначало като че ли всичко тръгва добре за новия император, който дори се опитва да създаде нова династия, като удостоява своята съпруга Елия Зенона с титлата августа и прави своя син Марк цезар, а по-късно и август; но въпреки това, поради неспособността му като император, Василиск бързо загубва подкрепата на повечето си привърженици.

## Управление

### Финансовата криза и пожарът в Константинопол
Най-наболелият проблем пред новия император са оскъдните средства, останали в имперската хазна. Василиск се вижда принуден да наложи тежки данъци и да се върне към практиката на разпродаване на държавните постове, което очевидно води до масово недоволство сред населението. Той също така изнудва църквата за пари, не без помощта на префекта Епиник, отдавнашния любимец на Верина.
В началото на управлението му в Константинопол се разразява огромен пожар, който унищожава къщи, църкви и напълно изгаря голямата библиотека, построена от император Юлиан. Пожарът бил сметнат за лошо предзнаменование за управлението на Василиск.

### Изостряне на отношенията със съратниците му
Василиск разчита на подкрепата на някои ключови дворцови фигури в своя стремеж към власт. Въпреки това той бързо губи повечето от тях. Първо Василиск очуждава подкрепата на собствената си сестра, Верина, екзекутирайки magister officiorum Патрикий. Патрикий е любовник на Верина и императрицата имала планове да го издигне като император и да се омъжи за него: самият бунт срещу Зенон бил организиран с цел Патрикий да стане император. Василиск обаче надхитрил сестра си и след бягството на Зенон накарал министрите и сената да изберат него, а не Патрикий, за византийски император. Василиск заповядал Патрикий да бъде убит, тъй като офицерът бил реален кандидат за сваляне на императора; впоследствие Верина по-късно интригантствала срещу Василиск, поради екзекуцията на нейния любовник.
Също така Теодорих Страбон, чиято омраза към исаврянина Зенон го принудила да подкрепи бунта на Василиск, престанал да бъде на страната на новия император. Василиск всъщност повишил собствения си племенник Армат, за когото също така се носели слухове, че е любовник на жената на Василиск, в ранг magister militum, същият, който имал и Страбон. В крайна сметка подкрепата на Ил е по-скоро колеблива при клането на исаврите, извършено с разрешението на Василиск.

### Религиозни противоречия
По това време християнската вяра е разтърсена от противоречията между монофизити и привърженици на Халкенонската вяра. Това са две противоречащи си христологични позиции; според монофизитите Христос има само една божествена природа, според „халкедонците“ той има както човешка, така и божествена природа. Съборът в Халкедон, свикан от император Маркиан през 451 г., заклеймил монофизитизма с подкрепата на папата на запад и на много епископи на изток. Въпреки това монофизитите все още имали силни позиции: двамата монофизитски патриарси Тимотей II Александрийски и Петър Антиохийски били свалени.
От самото начало на своето управление Василиск показва, че подкрепя монофизитите. Захарий Схоластик предава как група египетски монофизитски монаси, чувайки за смъртта на император Лъв, се преместили от Александрия в Константинопол, за да се обърнат с петиция към Зенон в полза на Тимотей, но с пристигането им в столицата, те вместо исаврянина открили новоизбрания Василиск. Magister officiorum Теоктист, бившият лекар на Василиск, бил брат на един от монасите, така че делегацията сполучила да говори пред Василиск и с подкрепата на Теоктист и императрицата те го убедили да върне обратно изпратените на заточение монофизитски патриарси.
Василиск възстановява на постовете им Тимотей Елур и Петър Антиохийски и убеден от първия, издава (9 април 475 г.) циркулярна императорска заповед (Enkyklikon) до епископите, призовавайки ги да приемат за валидни само първите три вселенски събора, отхвърляйки решенията на Събора в Халкедон. Всички епископи трябвало да подпишат едикта. Докато повечето източни епископи приели циркуляра, патриарх Акакий отказал с подкрепата на населението на града, като ясно показал своята ненавист спрямо Василиск, покривайки иконите в Света София в черно.

## Падение и смърт
Скоро след издигането си, Василиск изпраща Ил и брат му Трокунд срещу Зенон, който, сега в своите родни владения, продължил живота си на исаврийски вожд. Василиск обаче не изпълнил обещанията, които направил на двамата воначалници; освен това те получили писма от някои от главните министри в двора, с които били подтиквани да подсигурят връщането на Зенон, защото сега градът предпочитал да има исаврянин за император, пред монофизит, чиято непопулярност растяла успоредно с алчността на неговите министри.
По време на операциите си в Исаврия, Ил взел за заложник братът на Зенон, Лонгин, и го държал в една исаврийска крепост. Тъй като мислел, че би имал по-голямо влияние, ако Зенон си върне престола, той преминал на другата страна и тръгнал на поход към Константинопол заедно със Зенон през лятото на 476 г. Когато Василиск научил новината за опасността, той побързал да възстанови църковните едикти и да спечели на своя страна патриарха и народа, но вече било твърде късно.
Армат, като magister militum, бил изпратен с всички налични войски в Мала Азия, за да се противопостави на напредващата армия от исаври, но тайни послания от Зенон, който му обещал да му остави титлата magister militum до края на живота му и да обяви за Caesar неговия син, го убедили да предаде господаря си. Армат избегнал маршрута, по който Зенон напредвал, и тръгнал към Исаврия по друг път. Това предателство решило съдбата на Василиск.
През август 476 г. Зенон обсажда Константинопол. Сенатът отваря градските порти на Исаврянина, позволявайки на сваления император да си възвърне трона. Василиск търси убежище в една църква, но е предаден от Акакий и предава себе си и семейството си, след като получава от Зенон обещание, че тяхната кръв няма да бъде пролята. Василиск, съпругата му Елия Зенона и синът му Марк са изпратени в една крепост в Кападокия, където Зенон ги затваря в празен резервоар, в който те умират от глад.
Василиск управлява в продължение на двадесет месеца. В изворите той е описван като успешен военачалник, но бавно схващащ и лесно податлив на измама.

### Първични извори
- Евагрий Схоластик, Historia Ecclesiae iii. 4 – 8
- Георги Кедрин. Com¬pendium Historiarum ab Orbe Condita ad Isaacum Comnenum (1057).   Paris, 1647. с. pp. 349 – 350. (на латински)
- |Прокопий, Bellum Vandalicum i.6 – 8
- Захарий Схоластик, Syriac Chronicle, v.1  Архив на оригинала от 2006-08-18 в Wayback Machine..

### Вторични извори
- Boardman, John. The Cambridge Ancient History.   Cambridge University Press, 1982. ISBN 0-521-32591-9. с. p. 49.
- Bury, John Bagnall. XII.1 The Usurpation of Basiliscus (A.D. 475 476) //  History of the Later Roman Empire.   Dover Books, 1958, [1923]. с. pp. 389 – 395. Посетен на 23 август 2006.
- Elton, Hugh. Flavius Basiliscus (AD 475 – 476) //  De Imperatoribus Romanis.   10 юни 1998. Посетен на 23 август 2006.
- Friell, Gerard и др. The Rome That Did Not Fall.   Routledge, December 1998. ISBN 0-415-15403-0. с. pp. 184 – 186.
- Krautschick, Stephen. Zwei Aspekte des Jahres 476 //  Historia (35).   1986. с. pp. 344 – 371.
- Macgeorge, Penny. Late Roman Warlords.   Oxford University Press, 2003. ISBN 0-19-925244-0. с. pp. 284 – 285.
- Martindale, J.R. The Prosopography of the Later Roman Empire.   Cambridge University Press, 1980. ISBN 0-521-20159-4. с. pp. 212 – 214.
- Pope St. Simplicius //  Catholic Encyclopedia.   1917. Посетен на 23 август 2006.
- Samuel, Vilakuvel Cherian. The Council of Chalcedon Re-Examined.   Xlibris Corporation, 2001. ISBN 1-4010-1644-8. с. pp. 134 – 139.
- Smith, William. Dictionary of Greek and Roman Biography and Mythology.   Boston, C. Little and J. Brown, [1870]. с. p. 466. Посетен на 23 август 2006.